# O Ópio dos Intelectuais

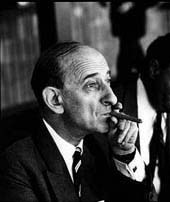
Raymond Aron

O ópio dos intelectuais é um livro lançado em 1955 pelo francês Raymond Aron (1905-1983), dedicado à crítica do conceito de esquerda e da sua ideologia marxista. A primeira tradução brasileira do original francês foi publicada em 1959, pela Editora Fundo de Cultura, com o título "Mitos e Homens" e em 1980 pela Editora Universidade de Brasília, atualmente a edição que se encontra disponível é a de 2016, pela editora Três Estrelas, de São Paulo
Aron procura em tal livro respostas ao porquê o marxismo regressou "à moda" numa França, na qual a evolução económica tem supostamente desmentido as previsões marxistas, do porquê as ideologias do proletariado e do partido marxista supostamente teriam mais sucesso quando a classe trabalhadora é menos numerosa e quais seriam as circunstâncias que comandariam, nos diferentes países, as maneiras de falar, de pensar e de agir dos intelectuais? [carece de fontes?]
Para Aron, nenhuma outra doutrina criou no homem, como o marxismo, uma "ilusão da onipotência". Acreditava que o marxismo havia se tornado uma ideologia e, por isso, considerava-o "o ópio dos intelectuais".
Afirma no livro que "as sociedades ocidentais não têm o equivalente ao marxismo-leninismo, seja como base para o regime, seja como fundamento de uma síntese, ou pseudo-síntese, intelectual". Ideologia, segundo Aron, era "uma concepção mais ou menos sistemática da realidade política e histórica de mistura de fatos e valores".
Aron considerava o comunismo "uma versão aviltada da mensagem cristã". Segundo Aron, o comunismo "sacrifica o que foi e continua sendo a alma da aventura definitiva: a liberdade de pesquisa, a liberdade de controvérsia, a liberdade de crítica e de voto do cidadão. Submete o desenvolvimento da economia a um planejamento rigoroso e a edificação socialista a uma ortodoxia de Estado".  Aron entendia que "o cristão nunca poderá ser um autêntico comunista, do mesmo modo que o comunista não pode crer em Deus, porque a religião secular, animada por um ateísmo fundamental, declara que o destino do homem cumpre-se todo inteiro nesta terra. O cristão progressista esconde de si mesmo essa incompatibilidade".